# دبلیو. اس. مروین
دبلیو. اس. مروین (انگلیسی: W. S. Merwin؛ زادهٔ ۳۰ سپتامبر ۱۹۲۷ – درگذشته ۱۵ مارس ۲۰۱۹) یک شاعر، نویسنده و مترجم اهل ایالات متحده آمریکا بود.

## زندگی‌نامه
ویلیام استنلی مروین در ۳۰ سپتامبر ۱۹۲۷ در نیویورک سیتی به دنیا آمد. پدرش کشیش کلیسای پروتستان بود که در شرایطی سخت و خشونت‌بار بزرگ شده بود. مادرش از کودکی یتیم بود و بعدها برادرش و بعد اولین فرزندش را نیز از دست داد. ثمرهٔ خشونت و فلاکت که از کودکی زندگی مروین را احاطه کرده بود، در تمام شعرهای این شاعر بزرگ مشهود است.
مروین از پنج سالگی مشغول سرودن سرودهای روحانی شد. کودکی‌اش در اونیون سیتی، نیوجرسی و اسکرانتون، پنسیلوانیا گذشت و سپس وارد دانشگاه پرینستون شد. او آنجا هم‌دورهٔ گلاوی کینل بود. شعر را در کلاس بلاک‌مور، منتقد برجسته آموخت و جان بریمن از استادانش بود. پس از اینکه در ۱۹۴۸ فارغ‌التحصیل شد، یک سال اضافه همان‌جا ماند تا زبان لاتین بیاموزد. سپس با اولین همسرش «دوروتی جین فیری» (Dorothy Jeanne Ferry) ازدواج کرد و به کار نوشتن نمایشنامه‌های منظوم و تدریس خصوصی به کودکان خانواده‌های ثروتمند پرداخت.
مروین سپس به اروپا رفت و در سال ۱۹۵۰ به عنوان آموزگار پسر رابرت گریوز در اسپانیا استخدام شد. او آنجا با «دیدو میلروی» (Dido Milroy) آشنا شد که او را در حیطهٔ ادبیات و کار ترجمه پیش برد و به ازدواجی مجدد انجامید. اولین کتاب شعر مروین «نقابی برای ژانوس» A Mask for Janus در سال ۱۹۵۲ برندهٔ «جایزهٔ یال» شد.

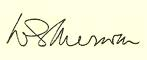

ویستن هیو آودن این اثر را بخاطر ذوق هنری شاعر و انقیادش به صنایع بدیع کلاسیک و اسطوره‌ها ستود. مروین را از جمله شاعران غزل‌سرا می‌دانند در زمانه‌ای که غزل‌سرایی در غرب و بخصوص در میان آنگلوساکسون‌ها رواج پیدا کرده‌است.
مروین همراه دیدو چند سالی در لندن و جنوب فرانسه زندگی کرد. او در خلال سال‌های ۱۹۵۶ و ۱۹۵۷ در کمبریج و ماساچوست نمایشنامه‌های منظوم می‌نوشت. اقامت در لندن دوستی عمیق با سیلویا پلات و تد هیوز را با خود داشت. مروین در بوستون با گروهی که اطراف رابرت لاول جمع شده بودند آشنا شد و کنار آن‌ها به تمرین نوشتن شعرهایی کوتاه‌تر با وزن‌های نامتعارف پرداخت. در سال ۱۹۶۲ ویراستار شعرهای دی‌نیشن بود. در سال ۱۹۶۸ از دیدو جدا شد و چند سالی به نیویورک رفت. او در دههٔ ۱۹۶۰ همپای بزرگانی چون رابرت بلای، آدرین ریچ، دنیز لورتوف، رابرت لاول، آلن گینزبرگ و یوسف کومونیاکا، به شاعری ضد جنگ معروف شد. کتاب «شپش» در ۱۹۶۷ و به دنبال آن «نردبان‌بر» در ۱۹۷۰ هردو با بیان افسانه‌های باستانی،
جهت‌گیری سیاسی مشخصی ضد جنگ ویتنام داشتند. مروین بخاطر فعالیت‌های صلح طلبانه‌اش در ژوئن ۱۹۷۱ برندهٔ جایزه پولیتزر برای شعر شد و مبلغ جایزه را نیز برای ابراز مخالفت، به جنبش مقاومت ضد جنگ بخشید.
مروین از سال ۱۹۷۶ به هاوایی رفت تا آئین بودایی را از «روبرت آیتکن» بیاموزد. او آنجا در سال ۱۹۸۳ با «پائولا شوارتز» (Paula Schwartz) در آیین بودایی ازدواج کرد و در جزیرهٔ مائوئی ساکن شد. خانه‌ای که او برای زندگی در این جزیره ساخت در میان هکتارها مرتعی قرار دارد که با تلاش‌های خودش از نابودی نجات یافته‌اند. تمرین‌های سخت بودایی و تلاش‌های فداکارانهٔ مروین در حفاظت از محیط زیست تأثیر بسیاری بر کارهای بعدی او گذاشت.
یکی از مشهورترین کارهای مروین «گل‌های بهاری وانتادور» The Mays of Ventadorn است. این کتاب در سال ۲۰۰۲، وقتی که نشریهٔ نشنال جئوگرافی از چند نویسندهٔ نام‌آشنا خواست سفرنامه‌ای از مکان دلخواهشان بنویسند نوشته شد. مروین «قلعهٔ افسانه‌ای برنارد دو وانتادور» را در دل درهٔ لیموزین برگزید؛ این اثر بیشتر از اینکه سفرنامه باشد شاعرانه‌ای‌ست آمیخته به اسطوره‌ها.
مروین رئیس سابق آکادمی شعر آمریکاست و از سال ۱۹۹۹ در کنار «ریتا داو» و «لوئیز گلوک» مشاور بخش شعر کتابخانهٔ ملی است.
ده‌ها کتاب شعر و بیشتر از بیست اثر ترجمه دارد. ترجمهٔ افسانه‌های اسپانیایی، آثار ژان فولن، آنتونیو پورکیا، پابلو نرودا، فدریکو گارسیا لورکا و بخصوص برزخ، دانته آلیگیری از جمله ترجمه‌های مشهور این شاعرند. به عقیدهٔ او «کار ترجمه به سادگی غیرممکن و با اینحال ضروری‌ست».
نیویورک تایمز کتاب «مهاجرت» Migration: New and Selected Poems مروین را در فهرست صد کتاب برتر سال قرار داده‌است. این کتاب «جایزهٔ کتاب ملی» در سال ۲۰۰۵ و جایزهٔ پیک کتاب در سال ۲۰۰۶ را از آن خود کرده‌است. کتاب «کمپانی حاضر» مروین در سال ۲۰۰۶ برندهٔ جایزهٔ ملی ربکا جانسون بابیت شده‌است. در سال ۲۰۰۹ بخاطر کتاب شعر «سایهٔ شعرای یمانی» The Shadow of Sirius برای بار دوم برندهٔ جایزهٔ پولیتزر شد.
دیوید سن‌ژان برای ویلیام اس مروین لقب «آخرین خنیاگر» و مارک ایروین، «ویرجیل معاصر» را برگزیده‌اند.
مروین در جزیره مائوئی، هاوایی زندگی می‌کرد و همان‌جا به فعالیت‌های ادبی و اجتماعی خویش مشغول بود.

## جوایز و افتخارات
دابلیو اس مروین برندهٔ جوایز بسیاری شده‌است که عبارتنداز:
- ۱۹۵۲: Yale Younger Poets Prize for A Mask for Janus
- ۱۹۵۴: Kenyon Review Fellowship in Poetry
- ۱۹۵۶: Rockefeller Fellowship بورسیه راکفلر
- ۱۹۵۷: National Institute of Arts and Letters grant
- ۱۹۵۷: Playwrighting Bursary, Arts Council of Great Britain
- ۱۹۶۱: Rabinowitz Foundation Grant
- ۱۹۶۲: Bess Hokin Prize, Poetry magazine
- ۱۹۶۴/۱۹۶۵: Ford Foundation Grant
- ۱۹۶۶: Chapelbrook Foundation Fellowship
- ۱۹۶۷: Harriet Monroe Memorial Prize, Poetry magazine
- ۱۹۶۹: PEN Translation Prize for Selected Translations ۱۹۴۸–۱۹۶۸
- ۱۹۶۹: Rockefeller Foundation Grant
- ۱۹۷۱: Pulitzer Prize for Poetry for The Carrier of Ladders (انتشار در ۱۹۷۱) جایزه پولیتزر برای شعر
- ۱۹۷۳: Academy of American Poets Fellowship
- ۱۹۷۴: Shelley Memorial Award
- ۱۹۷۹: Bollingen Prize for Poetry, Yale University Library
- ۱۹۸۷: Governor's Award for Literature of the state of Hawaii
- ۱۹۹۰: Maurice English Poetry Award
- ۱۹۹۳: The Tanning Prize for mastery in the art of poetry
- ۱۹۹۳: Lenore Marshall Poetry Prize for Travels
- ۱۹۹۴: Lila Wallace-Reader's Digest Writers' Award
- ۱۹۹۸: Ruth Lilly Poetry Prize, awarded by The Poetry Foundation
- ۱۹۹۹: Poetry Consultant to the Library of Congress, a jointly-held position with Rita Dove and Louise Glück
- ۲۰۰۵: National Book Award for Poetry for Migration: New and Selected Poems
- ۲۰۰۴: Golden Wreath Award of the Struga Poetry Evenings Festival in Macedonia تاج گل طلایی شب‌های شعر استروگا[۴]
- ۲۰۰۴: Lannan Lifetime Achievement Award
- ۲۰۰۹: Pulitzer Prize for Poetry for The Shadow of Sirius (published in ۲۰۰۸) جایزه پولیتزر برای شعر
- ۲۰۱۰: Kenyon Review Award for Literary Achievement
- ۲۰۱۰: United States Poet Laureate
- ۲۰۱۳: The Zbigniew Herbert International Literary Award

## کتابشناسی
- «نقابی برای ژانوس»
- «مهاجرت»
- «سایهٔ شعرای یمانی»
- «گل‌های بهاری وانتادور»
- «شپش»
- «نردبان‌بر»